# 阪神北県民局

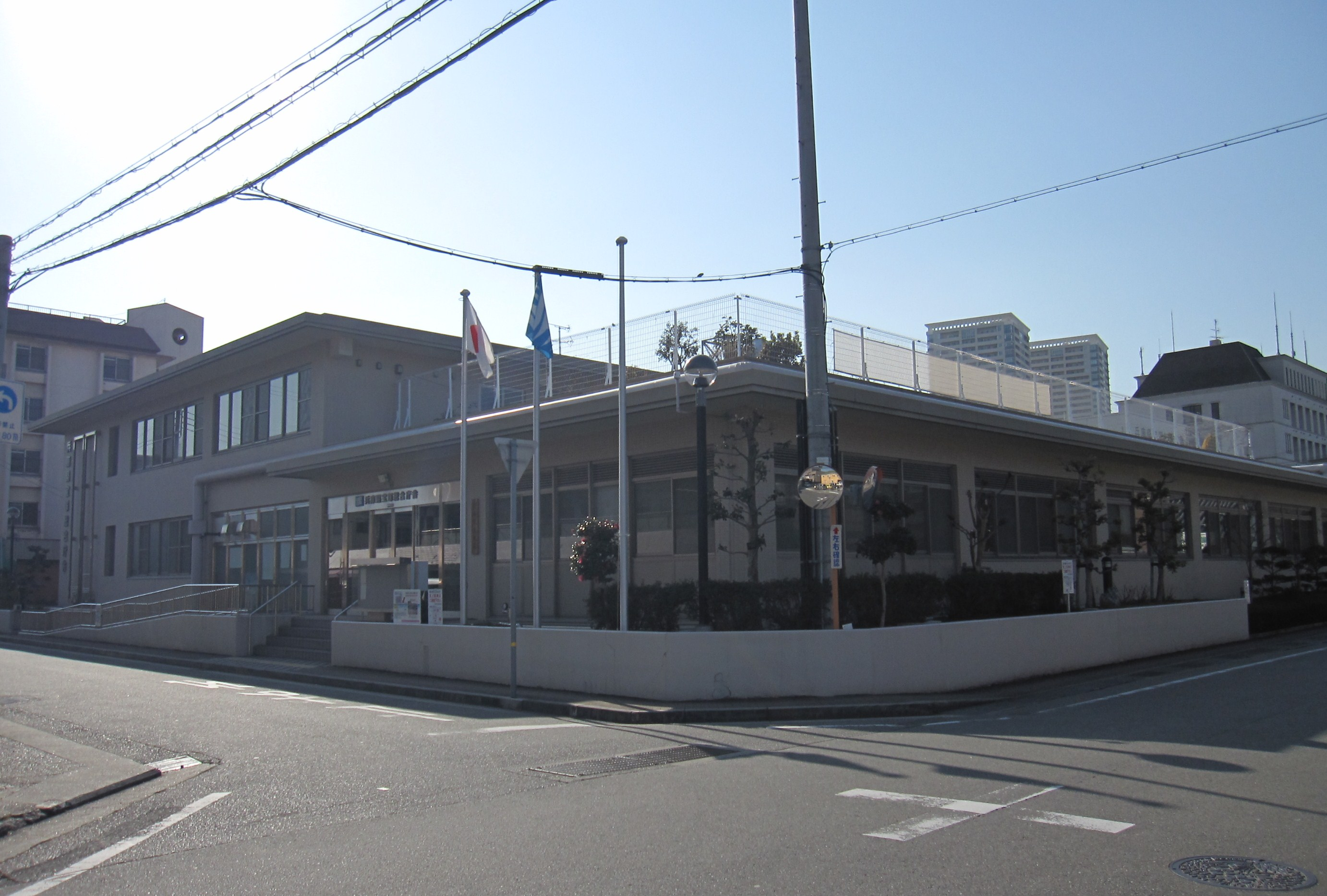
兵庫県宝塚総合庁舎

阪神北県民局（はんしんきたけんみんきょく）は日本の地方自治法155条に基づいて設置されている兵庫県の支庁。県南東部・阪神地域の北部を管轄する。
所在地は宝塚市の兵庫県宝塚総合庁舎で、他に2つの庁舎を出先機関として設置している。

## 概要
前身組織として1942年（昭和17年）に設置された武川（ぶせん）地方事務所および有馬地方事務所が認められる。武庫郡と川辺郡の2郡を管轄する武川地方事務所は初め旧川辺郡役所の所在地であった伊丹市に置かれ、1945年（昭和20年）4月1日に旧武庫郡役所の所在地であった西宮市へ移転した。また、有馬郡を管轄する有馬地方事務所は三田町に置かれ、北摂整備局（ほくせつせいびきょく）の前身となっている。
1975年（昭和50年）4月、阪神間（旧川辺・武庫・有馬の3郡で神戸市に編入された地域を除く範囲）を管轄する地方自治法上の「支庁」として阪神県民局（第1次）が尼崎市に設置される。2000年（平成12年）には阪神地域の人口増加に対応することを主な目的として県民局設置条例が改正され、2001年（平成13年）4月に阪神北・阪神南の2局が発足した。この際、三田市の北摂整備局は阪神北県民局に吸収されている。
局舎は1999年に小浜三丁目に移転した宝塚郵便局の旧局舎を改修して使用している。
分割後も阪神南県民センター（尼崎市）とは密接な連携関係にあり、分割前の阪神県民局時代に策定された地域ビジョンを共有している。

### 阪神南県民センターとの再統合

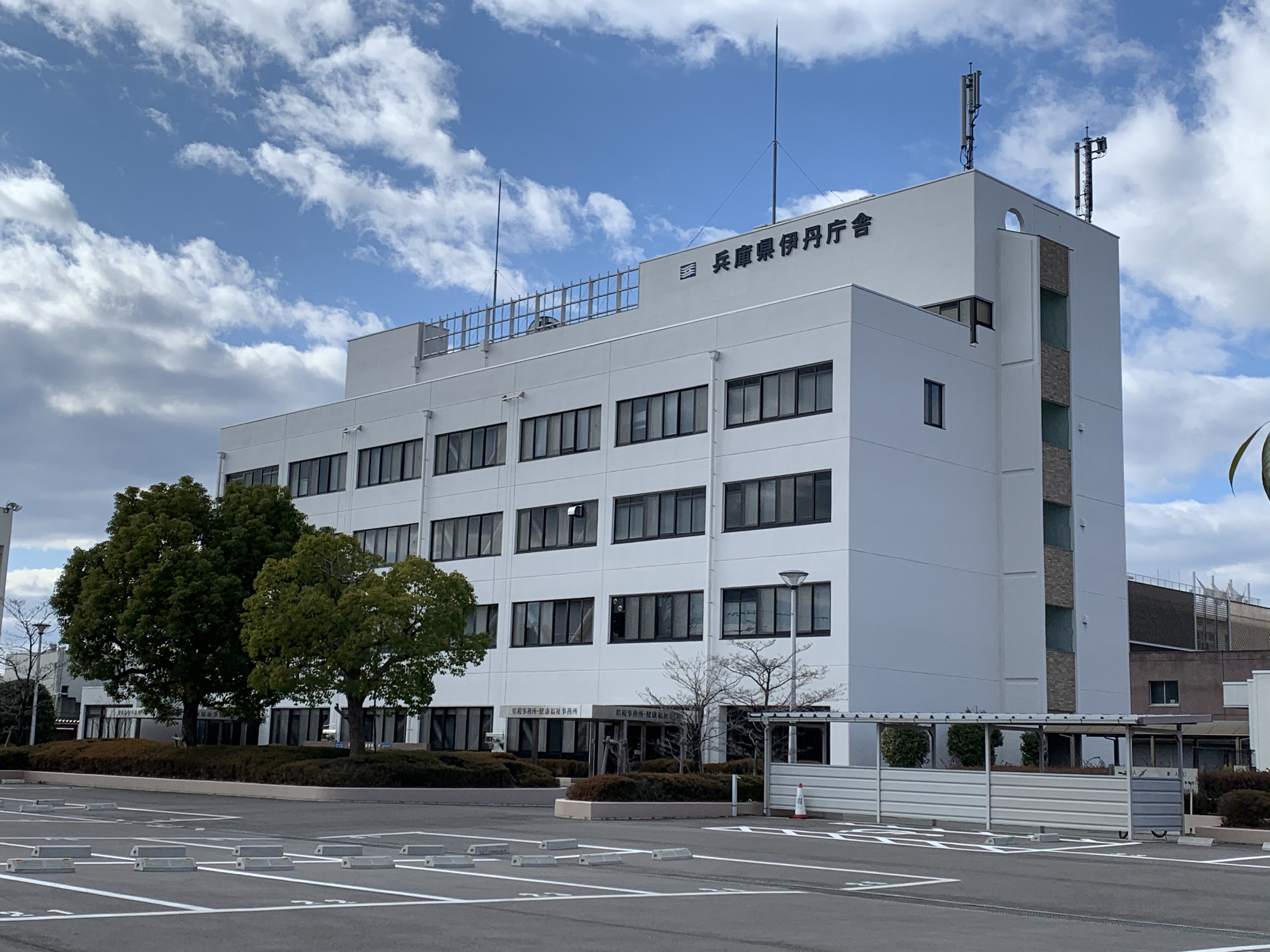
伊丹庁舎。阪神南県民センターとの再統合後は阪神県民局（第2次）の本局が置かれる予定

2018年（平成30年）、県は阪神南県民センターを阪神北県民局と再統合して阪神間全域を管轄する阪神県民局（第2次）とする方針を打ち出した。再統合後の県民局は本局を伊丹市に設置する予定で、2022年（令和4年）度の発足を目指していたが、新型コロナウイルスの影響による県の財政悪化により統合が1年遅れることとなった。その後宝塚市に設置する計画に変更されたが、異論が相次いだため、計画は凍結された。
新県民局への統合後に現行の宝塚総合庁舎の敷地は民間へ売却し、阪神南県民センター管内で管轄区域が「飛地」状態となる芦屋健康福祉事務所（保健所）は宝塚健康福祉事務所の分室とする方針が示されている。

## 管轄市町

兵庫県県民局及び県民センターの管轄区域図。点線は旧・摂津国、丹波国、播磨国、但馬国、淡路国、備前国、美作国の国境（幕末期）。

- 伊丹市
- 宝塚市
- 三田市
- 川西市
- 川辺郡
  - 猪名川町

## 組織
県税に関する業務は伊丹庁舎、農林・土地改良業務は三田庁舎が管轄する事実上の分庁方式を採用している。健康福祉事務所は他の都道府県における保健所に相当する。

### 宝塚総合庁舎
- 総務企画室
- 県民交流室
- 宝塚土木事務所 - 旧伊丹業務所の事業を継承。統合後は伊丹へ戻る予定。
- 宝塚健康福祉事務所[6]

### 伊丹庁舎
- 伊丹県税事務所
- 伊丹健康福祉事務所

### 三田庁舎
- 阪神農林振興事務所
- 阪神農業改良普及センター
- 宝塚土木事務所三田業務所

## 所在地・交通アクセス
宝塚総合庁舎
- 兵庫県宝塚市旭町2-4-15 郵便番号 665-8567

阪急宝塚線清荒神駅より南へ徒歩10分。
伊丹庁舎
- 兵庫県伊丹市千僧1-51 郵便番号 664-8522

三田庁舎
- 兵庫県三田市天神1-10-14 郵便番号 669-1531